# Vultur
Vulturul este denumirea comună dată mai multor păsări răpitoare diurne, mari, din familia Accipitridae. Vulturii tipici fac parte din genul Aquila. Majoritatea celor 68 de specii de vulturi provin din Eurasia și Africa. În afara acestei zone, se găsesc doar 14 specii – două în America de Nord, nouă în America Centrală și de Sud și trei în Australia.
Vulturii nu reprezintă un grup natural, ci desemnează în esență orice tip de pasăre de pradă suficient de mare pentru a vâna vertebrate de dimensiuni mari (cel puțin 50 cm lungime).

## Etimologie
Termenul vultur derivă din latinescul vultur, care provine din vellere „a rupe, a sfâșia”, prin intermediul latinescului popular vultōre, o rădăcină care se regăsește și în italiană avvoltore, catalană voltor și, desigur, în genul Vultur.

## Descriere

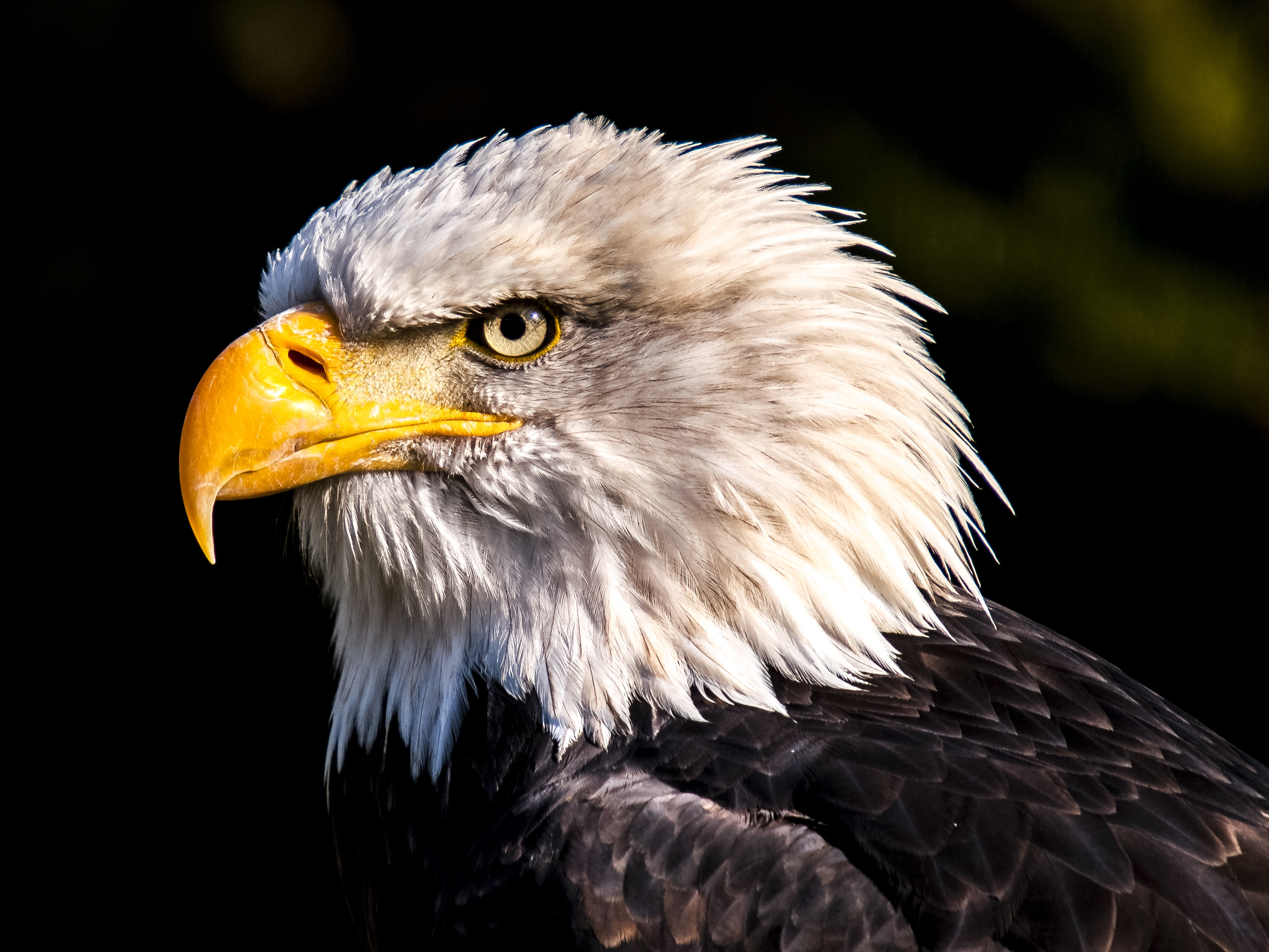
Vultur cu cap alb

Vulturii sunt păsări de pradă mari, puternic construite, cu cap și cioc grele. Chiar și cei mai mici vulturi, cum ar fi Hieraaetus pennatus, care este comparabil ca dimensiune cu un uliu comun (Buteo buteo) sau cu un șoim cu coada roșie (Buteo jamaicensis), au aripi relativ mai lungi și mai uniform late și un zbor mai direct și mai rapid, în ciuda dimensiunii reduse a penelor lor aerodinamice. Cea mai mică specie de vultur este Spilornis klossi cu 450 grame și 40 cm. Cele mai mari specii sunt discutate mai jos. Ca toate păsările de pradă, vulturii au ciocuri cârlige foarte mari pentru a smulge carnea de pe pradă, picioare puternice, musculoase și gheare puternice.
Ciocul este de obicei mai greu decât cel al majorității celorlalte păsări de pradă. Ochii vulturului sunt extrem de puternici. Se estimează că acvila australiană are o acuitate vizuală de două ori mai mare decât cea a unui om obișnuit. Această acuitate le permite vulturilor să identifice potențialele prăzi de la o distanță foarte mare. Această vedere ascuțită este atribuită în primul rând pupilelor lor extrem de mari, care asigură o difracție (împrăștiere) minimă a luminii primite. Ca majoritatea răpitoarelor diurne, vulturii au o capacitate redusă de a vedea lumina ultravioletă. Femela tuturor speciilor cunoscute de vulturi este mai mare decât masculul.

## Specii

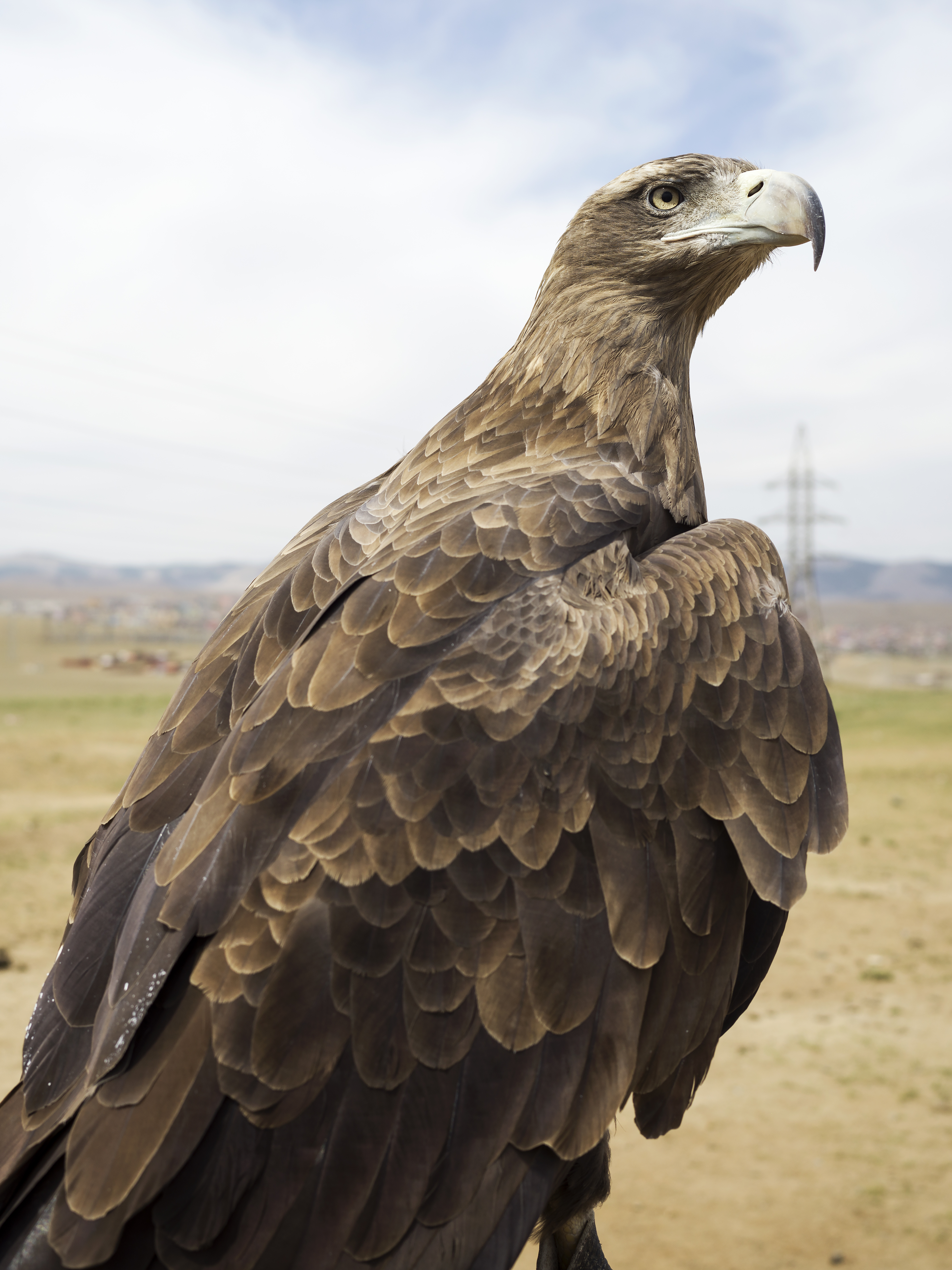
Acvilă de munte

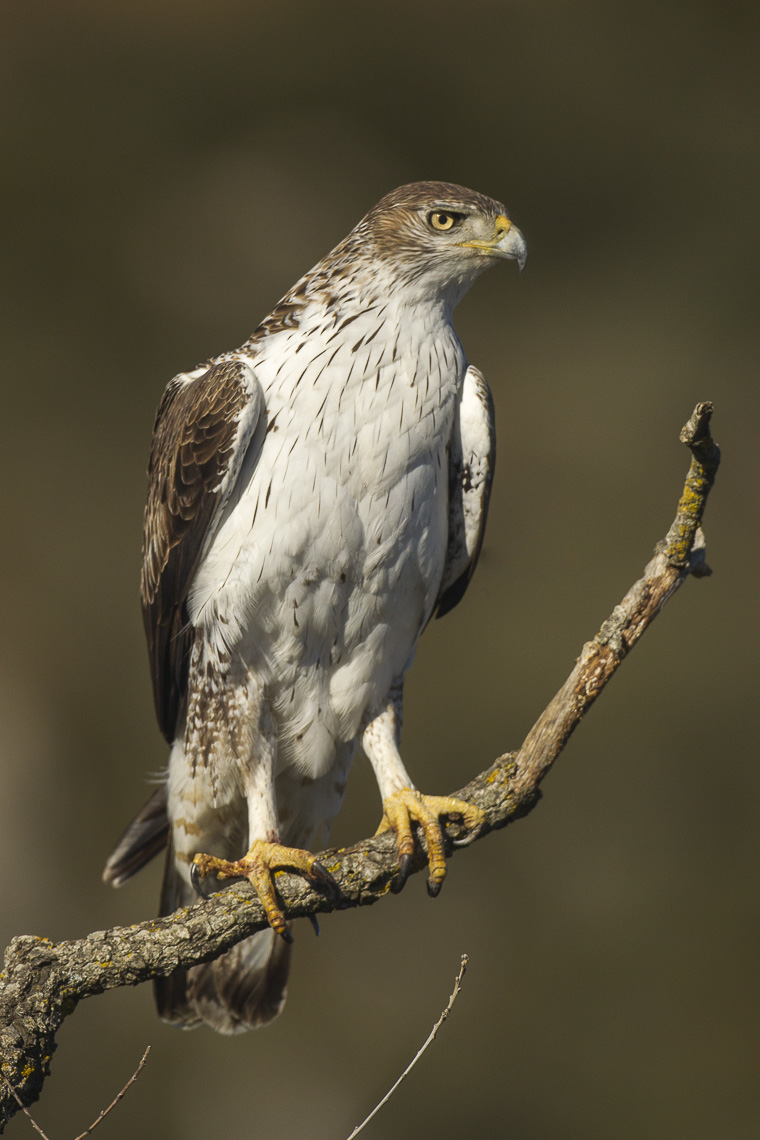
Acvilă porumbacă

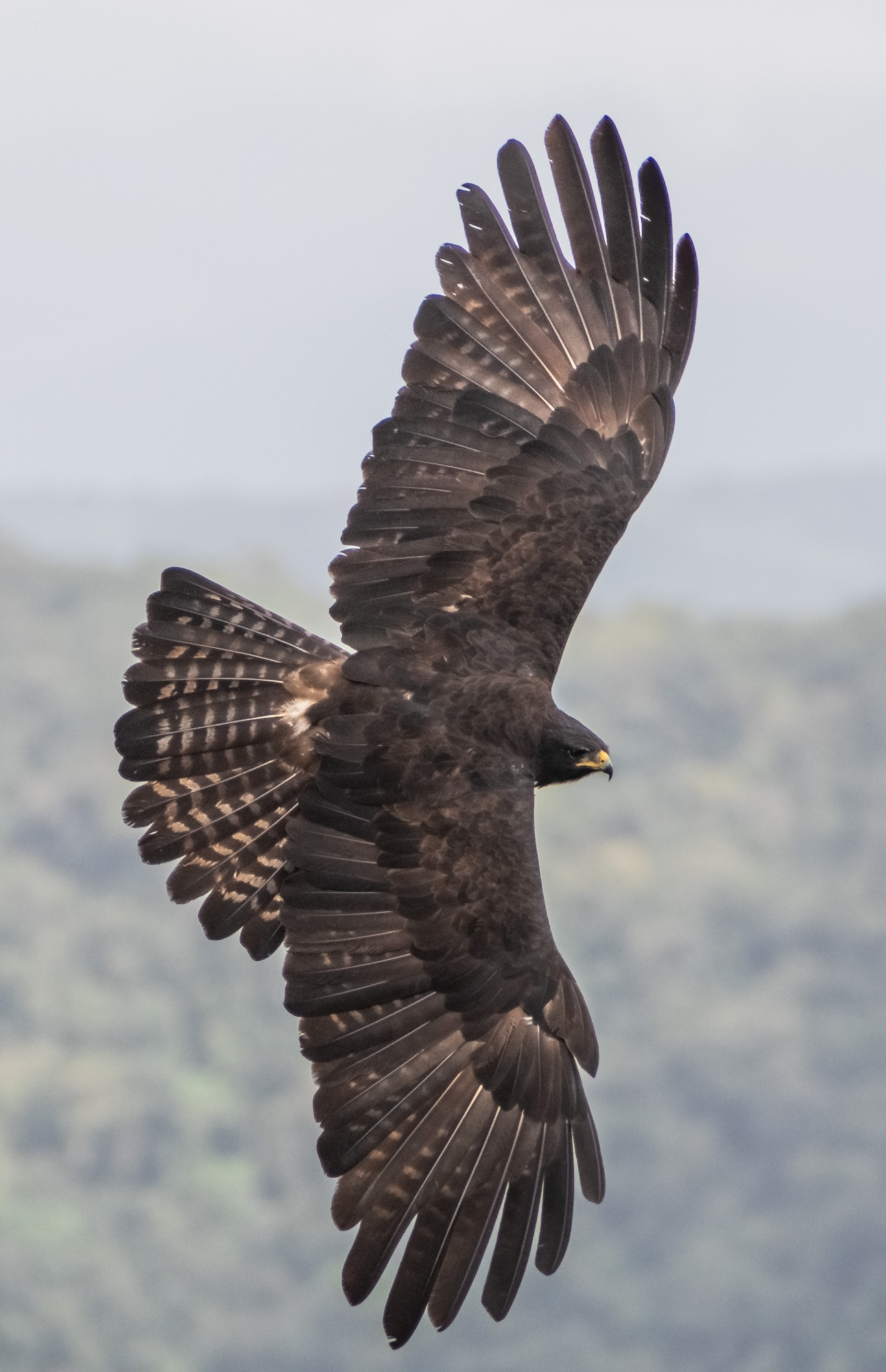
Ictinaetus malaiensis

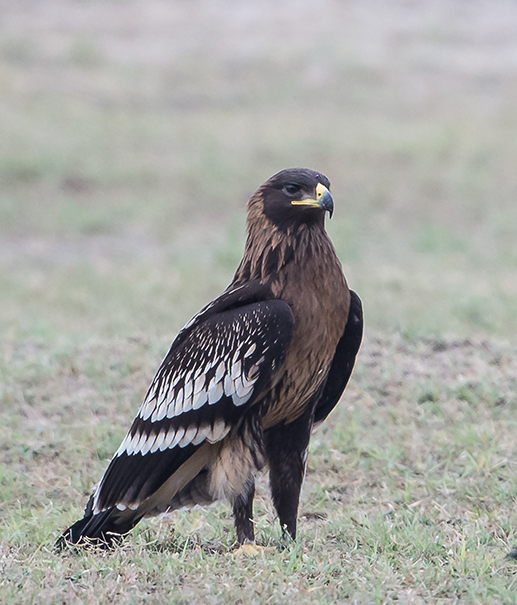
Acvilă țipătoare mare

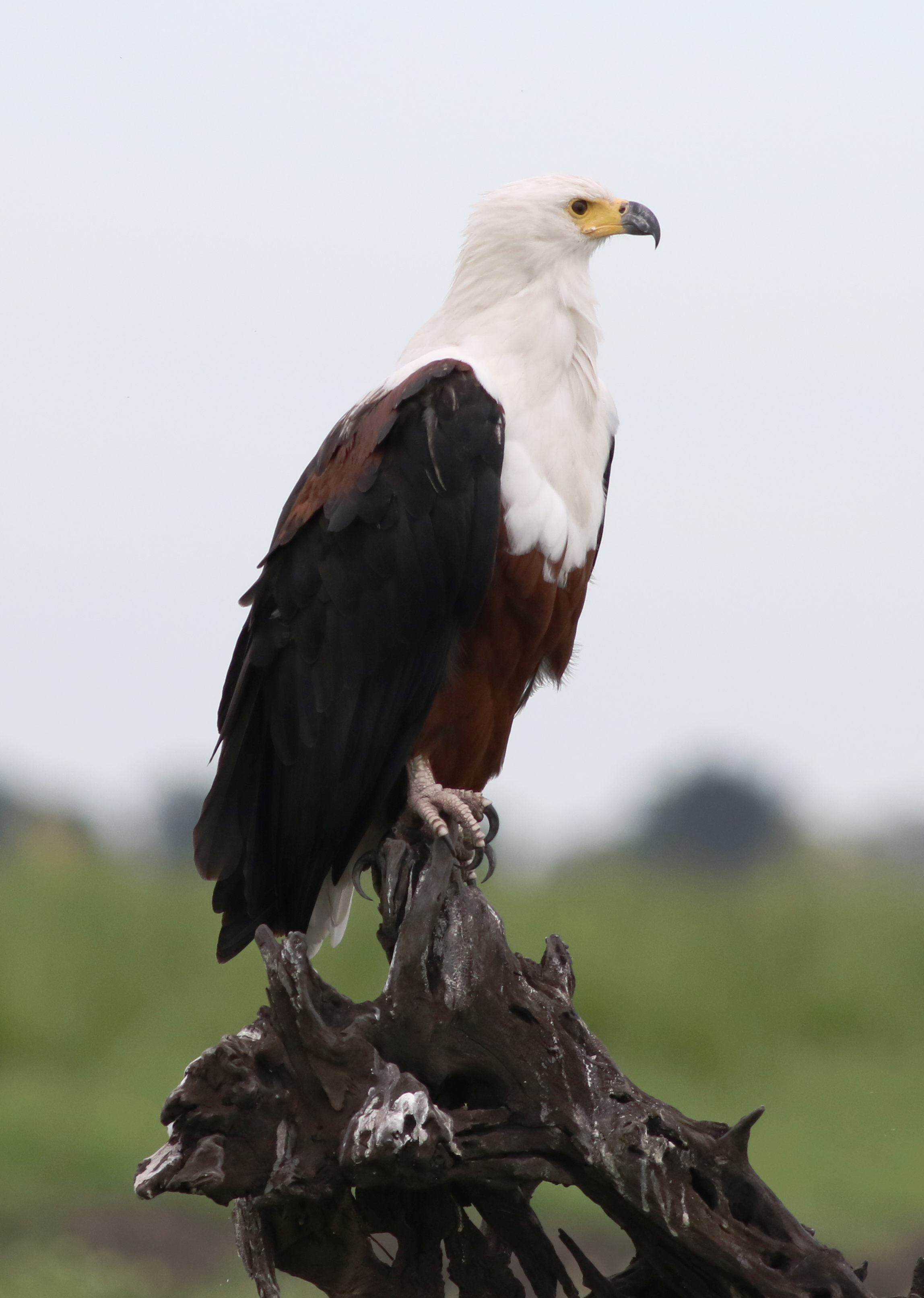
Vultur pescar african

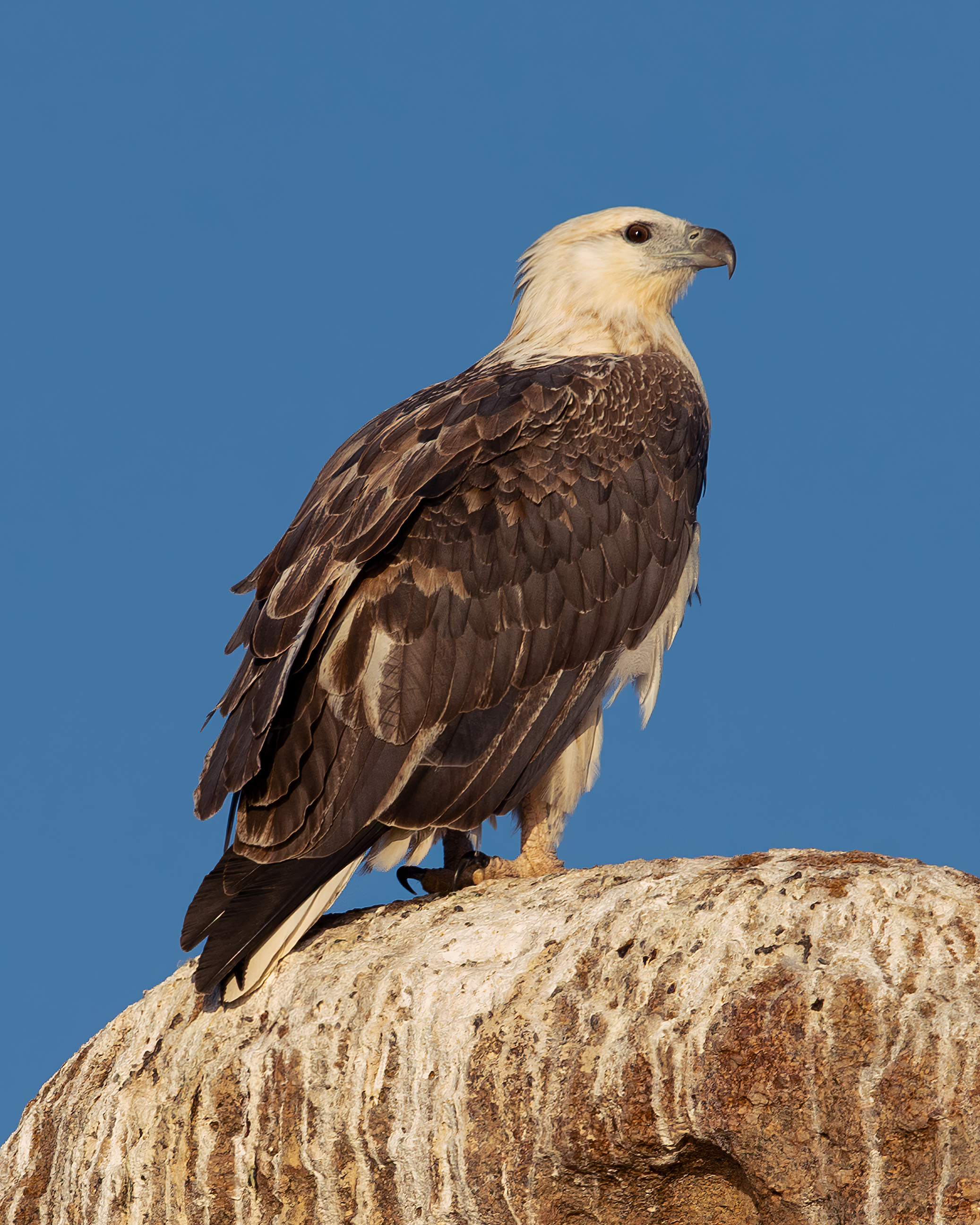
Vultur de mare cu burtă albă

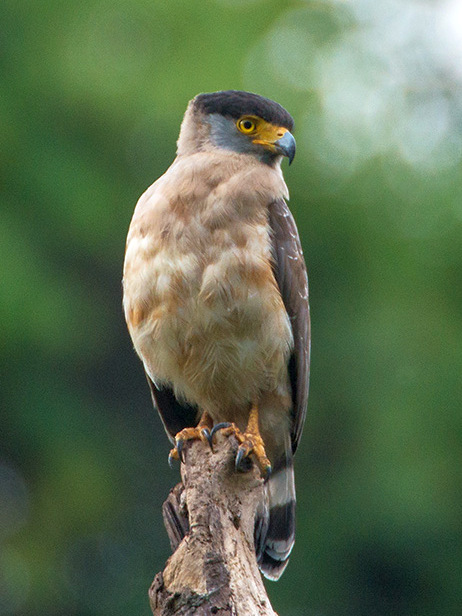
Spilornis klossi

Noi cercetări majore privind taxonomia vulturului sugerează că genurile importante Aquila și Hieraaetus nu sunt compuse din rude apropiate și este probabil că în curând va avea loc o reclasificare a acestor genuri, unele specii fiind mutate la Lophaetus sau Ictinaetus.
Familia Accipitridae
- Subfamilia Buteoninae – șoimi, vulturi tipici și vulturi de mare
  - Genul Geranoaetus
    - Geranoaetus melanoleucus

  - Genul Buteogallus
    - Buteogallus coronatus – acvilă coronată
    - Buteogallus schistaceus – șoim sud-american
    - Buteogallus lacernulatus – șoim cu gât alb
    - Buteogallus aequinoctialis – șoim cu burtă roșie
    - Buteogallus anthracinus – șoim negru comun
    - Buteogallus gundlachii – șoim negru cubanez
    - Buteogallus urubitinga – șoim negru mare
    - Buteogallus meridionalis – șoim de savană
    - Buteogallus solitarius – acvilă solitară

  - Genul Morphnus
    - Morphnus guianensis – vultur crestat

  - Genul Harpia
    - Harpia harpyja – acvilă harpie

  - Genul Pithecophaga
    - Pithecophaga jefferyi – acvila maimuțelor

  - Genul Harpyopsis
    - Harpyopsis novaeguineae

  - Genul Spizaetus
    - Spizaetus tyrannus
    - Spizaetus ornatus
    - Spizaetus melanoleucus
    - Spizaetus isidori

  - Genul Nisaetus
    - Nisaetus kelaarti
    - Nisaetus nanus
    - Nisaetus nipalensis
    - Nisaetus alboniger
    - Nisaetus bartelsi
    - Nisaetus lanceolatus
    - Nisaetus pinskeri
    - Nisaetus philippensis
    - Nisaetus cirrhatus
    - Nisaetus floris

  - Genul Lophaetus
    - Lophaetus occipitalis

  - Genul Stephanoaetus
    - Stephanoaetus coronatus
    - † Stephanoaetus mahery

  - Genul Polemaetus
    - Polemaetus bellicosus

  - Genul Hieraaetus
    - Hieraaetus ayresii
    - Hieraaetus morphnoides
    - Hieraaetus weiskei
    - Hieraaetus pennatus
    - Hieraaetus wahlbergi
    - † Hieraaetus moorei – acvila lui Haast

  - Genul Lophotriorchis
    - Lophotriorchis kienerii

  - Genul Aquila
    - Aquila fasciata – acvilă porumbacă
    - Aquila spilogaster
    - Aquila africana – acvilă africană
    - Aquila chrysaetos – acvilă de munte
    - Aquila heliaca – acvilă de câmp
    - Aquila adalberti – acvilă de câmp iberică
    - Aquila nipalensis – acvilă de stepă
    - Aquila rapax – acvilă de savană
    - Aquila verreauxii – acvilă neagră
    - Aquila gurneyi
    - Aquila audax – acvilă australiană

  - Genul Clanga
    - Clanga clanga – acvilă țipătoare mare
    - Clanga pomarina – acvilă țipătoare mică
    - Clanga hastata – acvila țipătoare indiană

  - Genul Ictinaetus
    - Ictinaetus malaiensis

  - Genul Haliaeetus
    - Haliaeetus albicilla – codalb
    - Haliaeetus leucocephalus – vulturul cu cap alb
    - Haliaeetus pelagicus – vultur de mare
    - Haliaeetus leucoryphus

  - Genul Icthyophaga
    - Icthyophaga humilis – vultur pescar mic
    - Icthyophaga ichthyaetus – vultur pescar cu cap cenușiu
    - Icthyophaga vocifer – vultur pescar african
    - Icthyophaga leucogaster – vultur de mare cu burtă albă
    - Icthyophaga sanfordi
    - Icthyophaga vociferoides – vultur pescar din Madagascar
- Subfamilia Circaetinae
  - Genul Terathopius
    - Terathopius ecaudatus

  - Genul Circaetus
    - Circaetus gallicus – șerpar european
    - Circaetus pectoralis – șerpar cu piept negru
    - Circaetus beaudouini – șerpar sudanez
    - Circaetus cinereus – șerpar brun
    - Circaetus fasciolatus – șerpar pestiț
    - Circaetus cinerascens – șerpar cu coadă albă

  - Genul Dryotriorchis
    - Dryotriorchis spectabilis

  - Genul Spilornis
    - Spilornis elgini
    - Spilornis klossi
    - Spilornis rufipectus
    - Spilornis cheela
    - Spilornis holospilus
    - Spilornis kinabaluensis

  - Genul Eutriorchis
    - Eutriorchis astur

## Heraldică
Vulturii heraldici pot fi găsiți de-a lungul istoriei mondiale, cum ar fi în Imperiul Ahemenid sau în actuala Republică Indonezia. 
O acvilă de munte era adesea folosită pe steagul Imperiului Achaemenid din Persia. Vulturul (sau pasărea regală) simboliza khvarenah (gloria dată de Dumnezeu), iar familia achemenidă era asociată cu vulturul (conform legendei, Achaemenes a fost crescut de un vultur).
Simbolismul european postclasic al vulturului heraldic este legat de Imperiul Roman, pe de o parte (în special în cazul vulturului cu două capete), și de Sfântul Ioan Evanghelistul, pe de altă parte. Vulturii simbolizează puterea, curajul și independența și se regăsesc frecvent în heraldica multor națiuni din întreaga lume.

Vulturul bizatin cu două capete
Marele Sigiliu al Statelor Unite ale Americii
Stema României
Stema Austriei
Stema Indoneziei

## În cultură

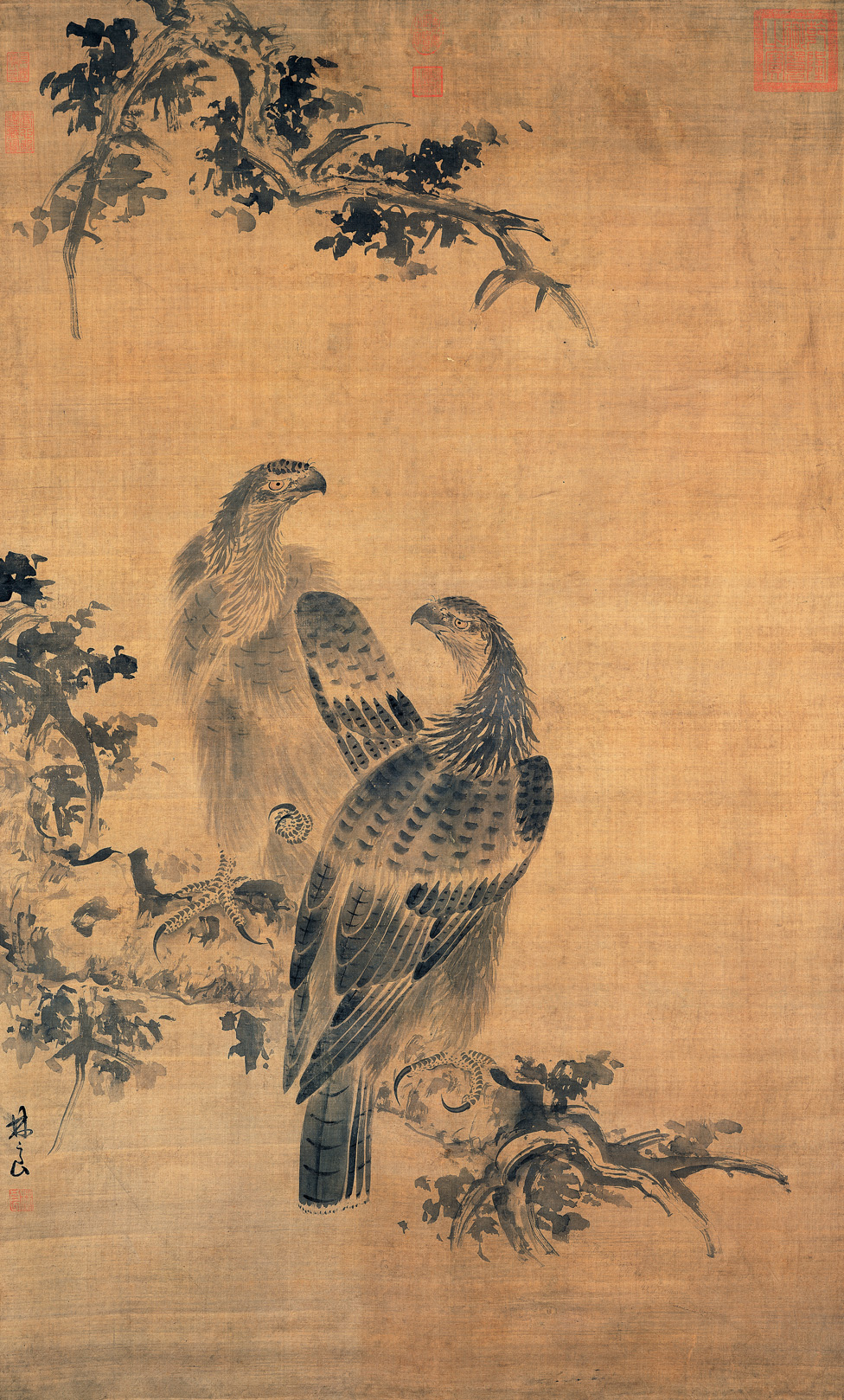
Vulturii, o pictură chineză din perioada Ming; se află la Muzeul Național al Palatului

### Religie și spiritualitate
În mitologia sumeriană antică, se spunea că regele mitic Etana a fost dus în cer de un vultur. Scriitori clasici precum Lucanus și Pliniu cel Bătrân susțineau că vulturul era capabil să privească direct soarele și că își obliga puii să facă același lucru. Cei care clipeau erau alungați din cuib. Această credință a persistat până în epoca medievală.
Vulturul este animalul protector al zeului Zeus din Grecia antică. În special, se spune că Zeus a luat forma unui vultur pentru a o răpi pe Ganymede și există numeroase reprezentări artistice ale vulturului Zeus purtând-o pe Ganymede, din epoca clasică până în prezent.
Vulturul este, de asemenea, adesea folosit în iconografia creștină pentru a reprezenta Evanghelia după Ioan, iar bibliorafturile în formă de vultur sunt comune în bisericile anglicane și în unele biserici romano-catolice.
Legea privind penele de vultur din Statele Unite stipulează că numai persoanele cu ascendență nativă americană certificabilă, înscrise într-un trib recunoscut la nivel federal, sunt autorizate prin lege să obțină pene de vultur din motive religioase sau spirituale. În Canada, braconajul de pene de vultur pentru piața în plină expansiune din SUA a dus uneori la arestarea unor persoane pentru această infracțiune.
Poporul moche din vechiul Peru adora vulturul și deseori îl reprezentau în arta lor. Vulturul de aur era sacru pentru zeul aztec Huitzilopochtli, în timp ce vulturul harpie era sacru pentru Quetzalcoatl.

### Expresii comune
- Ochi de vultur = privire foarte ageră, pătrunzătoare.[22]